# Hyalaethea woodfordi
Hyalaethea woodfordi är en fjärilsart som beskrevs av Butler 1887. Hyalaethea woodfordi ingår i släktet Hyalaethea och familjen björnspinnare. Inga underarter finns listade i Catalogue of Life.